# Kópavogskirkja

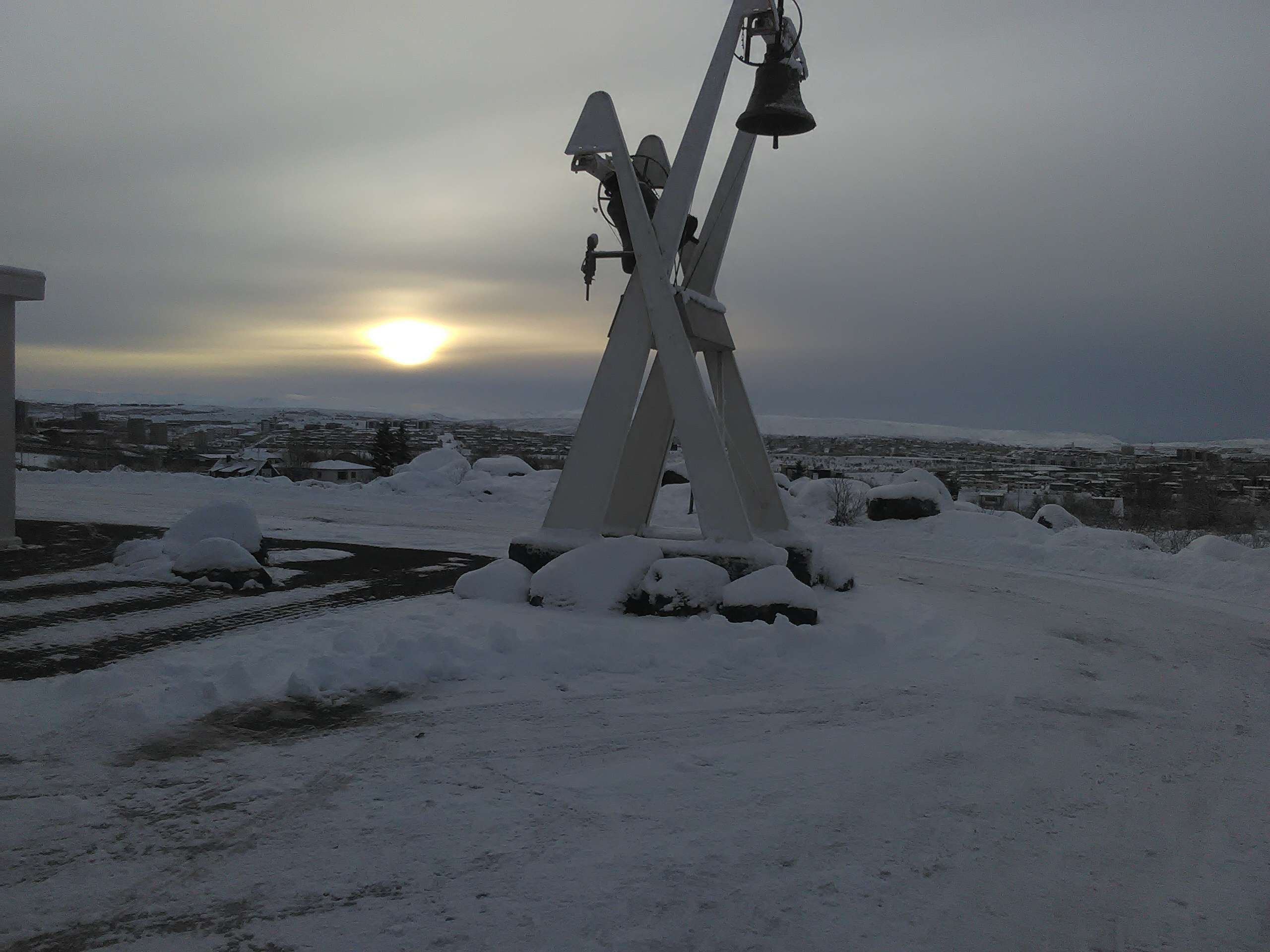
Kópavogskirkja

Kópavogskirkja est une église islandaise située dans la ville de Kópavogur. C'est la plus ancienne église de la ville et l'un de ses principaux monuments. Bâtie sur la colline de Borgarholt, elle surplombe Kópavogur, Reykjavik et la région environnante. La construction débuta en 1958 et s'acheva cinq ans plus tard ; l'église fut inaugurée le 16 décembre 1963. Son architecture unique repose sur le croisement de deux arches principales.